# پیشگیری از اچ‌آی‌وی/ایدز

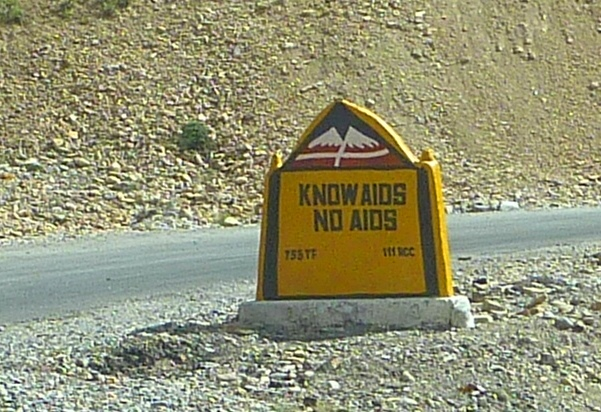
ایدز را بدانید ، هیچ علامت ایدز در کنار جاده در هند وجود ندارد

پیشگیری از اچ‌آی‌وی/ایدز به مجموعه کارهایی اشاره دارد که جهت جلوگیری از انتشار HIV صورت می‌گیرد.

## تماس جنسی
استفاده همیشگی از کاندوم در طولانی مدت، حدوداً ۸۰ درصد خطر انتقال HIV را کاهش می‌دهد. هنگامی که از بین زن و مرد، یکی از طرفین مبتلا شود، در صورتی که به طور مداوم از کاندوم استفاده شود، احتمال ابتلا به HIV برای فرد غیرآلوده در هر سال زیر ۱٪ است. برخی از شواهد نشان می‌دهد که کاندوم زنانه هم می‌تواند در همان سطح محافظت کند. به نظر می‌رسد استفاده از ژل واژینال حاوی تنوفوویر بلافاصله قبل از رابطه جنسی، میزان ابتلا را تا حدود ۴۰ درصد در میان زنان آفریقایی کاهش می‌دهد. در مقابل، استفاده از اسپرم‌کش نونوکسینول-۹، به دلیل ایجاد سوزش در واژن و رکتوم می‌تواند خطر انتقال را افزایش دهد.

ختنه در آفریقای سیاه، خطر ابتلا به HIV توسط مردان دگرجنسگرا را بین ۳۸٪ و ۶۶٪ در بیش از ۲۴ ماه کاهش می‌دهد. بر پایه این مطالعات، سازمان جهانی بهداشت و UNAIDS، ختنه مرد را به عنوان یکی از روش‌های پیشگیری انتقال HIV از زن به مرد در سال ۲۰۰۷ توصیه کرده‌اند. در این که آیا این کار باعث محافظت انتقال مرد به زن می‌شود، مناقشه است. و این که آیا به نفع کشورهای توسعه‌یافته و در میان مردان همجنسگرا است، نامشخص است.
زنانی که مورد ختنه قرار می‌گیرند، بیشتر در معرض خطر انتقال HIV قرار دارند.
برنامه‌هایی که پرهیز جنسی را تشویق می‌کنند، به نظر نمی‌رسد که بتواند در مقابل خطر HIV مؤثر باشند. شواهد نشان می‌دهد که آموزش دوطرفه به همان اندازه ضعیف است. آموزش مسائل جنسی در مدارس می‌تواند رفتار پرخطر را کاهش دهد. اقلیت قابل توجهی از جوانان با اینکه نسبت به خطرات HIV و ایدز آگاه هستند، اما با این حال همچنان دست به کارهایی می‌زدند که پرخطر محسوب می‌شوند. مشخص نیست که آیا درمان سایر بیماری‌های مقاربتی در پیشگیری از HIV مؤثر باشد یا خیر.

## پیش از در معرض قرار گرفتن
درمان زودهنگام افراد مبتلا به HIV با ضدویروس، تا ۹۶ درصد از سرایت شریک آنها جلوگیری می‌کند. پیشگیری پیش از در معرض قرارگرفتن با دوز معینی در روز از داروی تنوفوویر به همراه یا بدون امتریسیتابین بر روی بعضی از گروه‌ها مؤثر است: مردانی که با مردان دیگر نزدیکی دارند، زوج‌هایی که یکی از آنها مبتلا به HIV است، و دگرجنس‌گراهای جوان در آفریقا.
به نظر می‌رسداقدامات احتیاطی جهانی در محیط مراقبت‌های بهداشتی بر روی کاهش خطر HIV مؤثر است. اعتیاد به مواد مخدر تزریقی عامل مهم دیگری است و راهبردهای کاهش آسیب مانند برنامه تعویض سرنگ و درمان جایگزین مواد مخدر ظاهراً در کاهش خطر انتقال مؤثر بوده‌اند.

## پس از در معرض قرار گرفتن
پیشگیری پس از در معرض قرارگرفتن، دوره استفاده از ضدویروس است که در طول ۴۸ تا ۷۲ ساعت پس از در معرض قرار گرفتن خون یا ترشحات تناسلی آلوده به HIV تجویز شده باشد. استفاده از زیدوودین به تنهایی خطر ابتلا به عفونت HIV از طریق تزریق سرنگ را تا پنج برابر کاهش می‌دهد.. این درمان بعد ازتجاوز جنسی و هنگامی که فرد متجاوز به عنوان مبتلا به HIV شناخته شده توصیه می‌شود، جای بحث دارد. اما در مواقعی که وضعیت HIV نامعلوم است،  برنامه‌های درمانی فعلی معمولاً از  لپیناویر/ریتوناویر و لمیودین/زیدوودین یا تنوفوویر/امتریسیتابین برای درمان استفاده می‌کنند و می‌تواند خطر را به میزان بیشتری کاهش دهند. طول دوره درمان معمولاً چهار هفته است و اغلب با عوارض جانبی (در حدود ۷۰٪ از موارد زیدوودین که شامل ۲۴٪ تهوع، ۲۲٪ خستگی، ۱۳ درصد روان پریشی و ۹٪ سردرد می‌شود) همراه هستند.

## مادر به فرزند
برنامه‌های جلوگیری از انتقال HIV از مادر به فرزند می‌تواند سرعت انتقال را به اندازه ۹۲ تا ۹۹ درصد کاهش دهد. این دوره اساساً شامل استفاده از داروهای ضدویروسی به صورت ترکیبی در دوره حاملگی و بعد از زایمان در بچه می‌شود و ترجیحاً باید به جای شیردهی از شیشه شیر استفاده شود.اگر تغذیه جایگزین قابل قبول، امکان‌پذیر، مقرون به صرفه، پایدار و ایمن باشد، مادران باید از شیردهی به نوزادان خود خودداری کنند، با این حال  در صورتی که موردی نباشد، شیر مادر در ماه‌های اول بسیار توصیه می شود. اگر تغذیه شیر فقط توسط مادر انجام شود، دوره پیشگیری طولانی مدت ضد ویروسی به نوزاد خطر انتقال را کاهش می دهد. 

## واکسیناسیون
تاکنون (سال ۲۰۲۱) هیچ گونه واکسن موثری برای ایدز کشف نشده است. در واکسن آزمایشی RV 144 که در سال ۲۰۰۹ منتشر شد کاهش جزئی تقریباً ۳۰% در خطر انتقال مشاهده شد، که باعث ایجاد امیدی در جامعه تحقیقای برای برای یک واکسن مؤثر شد. آزمایش‌های بیشتری بر روی واکسن  RV 144 در حال انجام است.